# Botschaft des Kosovo in Berlin

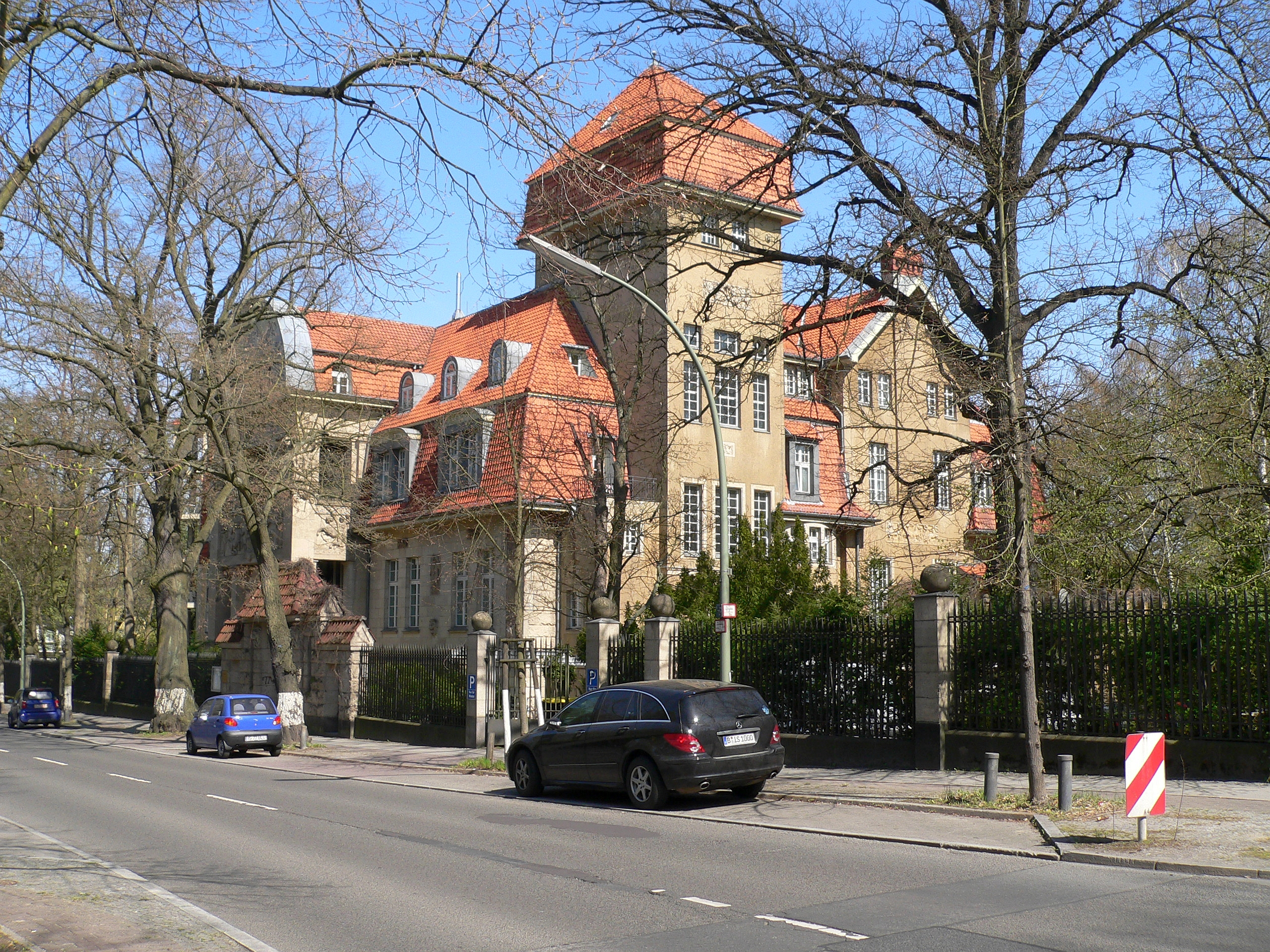
Botschaftssitz, Berlin-Grunewald, Koenigsallee 20

Die Botschaft des Kosovo in Berlin (offiziell Botschaft der Republik Kosovo in Berlin, albanisch Ambasada e Republikës së Kosovës në Berlin, serbisch Амбасада Републике Косово у Берлину Ambasada Republike Kosovo u Berlinu, englisch Embassy of Republic of Kosovo in Berlin) ist die diplomatische Vertretung des Kosovo in Deutschland. Das Botschaftsgebäude befindet sich in der Koenigsallee 20a/20b im Ortsteil Grunewald des Bezirks Charlottenburg-Wilmersdorf.
Botschafter ist seit dem 6. Dezember 2021 Faruk Ajeti.
Kosovo unterhält Generalkonsulate in Düsseldorf, Frankfurt am Main, Hamburg und München sowie ein Konsulat in Stuttgart.

## Geschichte
Am 21. Februar 2008 nahmen Kosovo und die Bundesrepublik Deutschland diplomatische Beziehungen auf.
Die Botschaft befand sich zunächst in der Wallstraße 65 im Ortsteil Mitte des gleichnamigen Bezirks. Im September 2019 zog die Botschaft in die Villa Walther in Berlin-Grunewald. Das Gebäude steht unter Denkmalschutz.

## Botschafter
- 19. Juni 2012: Skender Xhakaliu[7]
- 19. Juli 2018: Beqë Cufaj[8]
- 6. Dezember 2021: Faruk Ajeti[9]